# Tetragonia macrocarpa
Tetragonia macrocarpa är en isörtsväxtart som beskrevs av Rodolfo Amando Philippi. Tetragonia macrocarpa ingår i släktet tetragonior, och familjen isörtsväxter. Inga underarter finns listade i Catalogue of Life.